# Ibrahima Sila Bah
Pour les articles homonymes, voir Ba (nom de famille).
Ibrahima Sila Bah est un député et homme politique guinéen.
Député à l'Assemblée nationale, élu le 22 avril 2020 jusqu'au 5 septembre 2021.

## Biographie
Il est membre de parti guinéen pour la renaissance et le progrès (PGRP) .
Ancien député de la 8ème législature des élections législatives guinéennes de 2013 et ancien président de la commission communication et des nouvelles technologies de l’Information et de la Communication, président de la Commission Commerce, Industrie, tourisme  et artisanat.
Député aux comptes du PGRP aux élections législatives du 22 mars 2020,, il est membre  affaires économiques, financières, du plan et de la coopération et 4ème vice président de l'assemblée nationale 9ème législature du 22 avril 2020 jusqu'au 5 septembre 2021,.